# Micheline Roquebrune

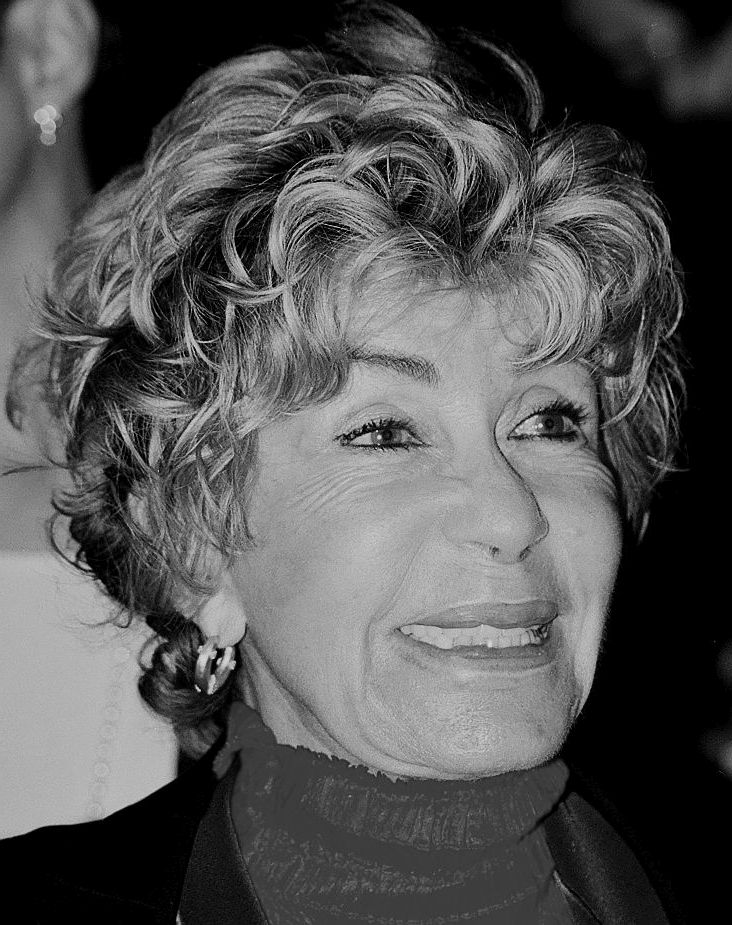
Micheline Roquebrune (2000)

Micheline Roquebrune (* 4. April 1929 in Nizza) ist eine marokkanisch-französische Malerin und zweite Ehefrau des britischen Schauspielers Sean Connery.

## Leben
Roquebrune war zunächst Profigolferin, doch ab ihrem 23. Lebensjahr begann sie sich mit Kunst und Malerei zu beschäftigen. Ihre Gemälde wurden u. a. in Chicago, Rom und Athen sowie im National Museum of Women in the Arts in Washington, D.C. ausgestellt. Roquebrune heiratete 1950 Jean-Pierre Garbe, mit dem sie eine Tochter hat, die 1955 geboren wurde. 1963 heiratete sie Michel Cosman, mit dem sie einen Sohn hat.
1970 traf Micheline Roquebrune zum ersten Mal Sean Connery bei einem Golfturnier in Mohammedia. Nachdem Connery 1973 geschieden wurde, heirateten beide 1975 in Gibraltar. Roquebrune und Connery hatten keine gemeinsamen Kinder. Micheline Roquebrune ist die Großmutter der Journalistin und Fernsehmoderatorin Stéphanie Renouvin.